# Bercy 94
Tournées par Dorothée
Bercy 92 / Bercy 93 Zénith 96
Bercy 94 est le quatrième passage de Dorothée dans la plus grande salle d'Europe : Paris-Bercy, deux ans après Bercy 92. Elle s'y produit du 15 au 26 janvier 1994 pour 10 représentations devant 120 000 spectateurs à Bercy et 200 000 en tournée.
Ce spectacle est constitué en majorité de chansons issues de l'album 2394 ainsi que de certains des plus grands succès de la chanteuse dont un medley incluant 14 de ses tubes.
Le spectacle comprend des lumières signées Jacques Rouveyrollis avec quatre lasers mobiles, une console-son nouvelle génération, des chansons en version acoustique ainsi que des introductions musicales inédites. Sans oublier l'entrée de Dorothée dans une gigantesque rose métallique articulée qui fait "naître" l'artiste en ouverture du show.
Ce concert a bénéficié d'une promotion d'une rare intensité : pub télé et radio, affiches abondantes, bandes annonces multi-diffusées, prime-time (dont deux Dorothée Rock'n'roll Show sur TF1 les 29 octobre et 31 décembre 1993), ainsi qu'une mini-tournée de quatre dates en province afin de roder le spectacle avant Bercy. 
La commercialisation de ce concert en VHS, le 14 avril 1994, lui vaudra une "vidéo d'or" pour 100 000 exemplaires écoulés.

## Informations
| Personnes sur scène | | |
| Interprète : - Dorothée Conception et mise en scène : - Jean-François Porry Choristes : - Francine Chantereau - Martine Latorre Lumières : - Jacques Rouveyrollis - Tonio de Carvalho | Musiciens : - Direction musicale : Gérard Salesses - Claude Chamboissier (clavier) - Rémy Sarrazin (basse) - Éric Bouad (guitare et chœur) - Bernard Minet (batterie et chœur) - René Morizur (saxophone et clavier) - Richard Lornac (clavier) - Pierre Pinto (guitare) - Marc Demelester (guitare) Costumes : - Roberto Rosello Décors : - Yves Pirès | Chorégraphe : - Chris Georgiadis Danseurs : - Jorge Valdès - Frédéric Marin - Harold Van Buuren - Yann Jonaz - Gilles Toucas - Isabelle Seibert - Carole Fantony Captation publique : - Pat Le Guen |

## Titres
| No  | Titre | Durée |
| --- | --- | ----- |
| 1.  | Intro : 2394 |       |
| 2.  | 2394 |       |
| 3.  | Toute ma vie j'ai chanté du Rock'nroll |       |
| 4.  | Tremblement de terre |       |
| 5.  | Le collège des cœurs brisés |       |
| 6.  | Si mon cœur avait su |       |
| 7.  | Medley Tubes (Hou la menteuse / Rox et Rouky / Vive les vacances / Maman / Attention danger / Pour faire une chanson / Qu'il est bête / Allo, allo Monsieur l'ordinateur / Une histoire d'amour / Les petits Ewoks / Docteur / Chagrin d'amour / Bats-toi / La valise) |       |
| 8.  | Chanson pour un garçon (version acoustique) |       |
| 9.  | Nicolas et Marjolaine |       |
| 10. | Monsieur Bill |       |

| No  | Titre                              | Durée |
| --- | ---------------------------------- | ----- |
| 1.  | Intro : Les neiges de l'Himalaya   |       |
| 2.  | Les neiges de l'Himalaya           |       |
| 3.  | La Planète bleue                   |       |
| 4.  | Si j'ai menti                      |       |
| 5.  | Même les baleines                  |       |
| 6.  | D'un ange                          |       |
| 7.  | Oh Doulou !                        |       |
| 8.  | La machine avalé                   |       |
| 9.  | Pas peur des coups                 |       |
| 10. | Toutes les guitares du Rock'n'roll |       |
| 11. | Dorothée Rock                      |       |
| 12. | Marjolaine et Nicolas              |       |
| 13. | 2394                               |       |

## Crédits
- Paroles : Jean-François Porry.
- Musiques : Jean-François Porry / Gérard Salesses.
- Sauf : Si j'ai menti : Michel Jourdan.

## Dates et Lieux des Concerts

### Bercy 1994
| Date                        | Ville |
| --------------------------- | ----- |
| 15 janvier 1994 15h30 / 20h | Paris |
| 16 janvier 1994 15h30       | Paris |
| 19 janvier 1994 15h30       | Paris |
| 21 janvier 1994 20h         | Paris |
| 22 janvier 1994 15h30 / 20h | Paris |
| 23 janvier 1994 15h30       | Paris |
| 25 janvier 1994 20h         | Paris |
| 26 janvier 1994 15h30       | Paris |

### Tournée 1994
| Date             | Ville            |
| ---------------- | ---------------- |
| 5 janvier 1994   | Lille            |
| 7 janvier 1994   | Dijon            |
| 8 janvier 1994   | Strasbourg       |
| 9 janvier 1994   | Troyes           |
| 29 janvier 1994  | Nantes           |
| 30 janvier 1994  | Rennes           |
| 1er février 1994 | Castres          |
| 2 février 1994   | Toulouse         |
| 4 février 1994   | Montpellier      |
| 5 février 1994   | Nîmes            |
| 6 février 1994   | Grenoble         |
| 12 février 1994  | Neuchâtel        |
| 13 février 1994  | Mulhouse         |
| 15 février 1994  | Reims            |
| 18 février 1994  | Metz             |
| 19 février 1994  | Lyon             |
| 22 février 1994  | Clermont-Ferrand |
| 23 février 1994  | St-Etienne       |
| 8 mars 1994      | Pau              |
| 9 mars 1994      | Bordeaux         |
| 11 mars 1994     | Le Cannet        |
| 12 mars 1994     | Marseille        |
| 13 mars 1994     | Toulon           |
| 19 mars 1994     | Bruxelles        |
| 20 mars 1994     | Bruxelles        |
| 26 mars 1994     | Liévin           |
| 27 mars 1994     | Dunkerque        |
| 29 mars 1994     | Caen             |
| 30 mars 1994     | Le Mans          |